# 斯捷潘·尤克奇
斯捷潘·尤克奇（Stjepan Jukić）是克罗地亚足球运动员。司职中场。

## 职业生涯
尤克奇在克罗地亚球队奥西耶克开始职业足球生涯，并前后效力于、比利时球队洛克伦和日本球队广岛三箭。
2009年初，他和广岛三箭解约，回到克罗地亚加盟NK Croatia Sesvete。2010年2月，尤克奇加盟中超球队青岛中能成为球队的中场主力，2010年赛季中超联赛出场27次攻进4球，助攻8次。
2011年1月，尤克奇以40万美元加盟中甲球队重庆力帆。